# Jožetov graben
Jožefov graben je potok, ki izvira nad levim bregom reka reke Save v občini Dol pri Ljubljani in se v bližini vasi Laze pri Dolskem izliva v Savo.